# Sardauna
Sardauna è una delle sedici aree a governo locale (local government area) in cui è suddiviso lo stato di Taraba, in Nigeria.